# Пропала грамота 2
Пропала грамота 2 — майбутній український комедійний фільм, який розробляють Ахтем Сеітаблаєв та творче об'єднання Kolegi Studio!.

## Сюжет
За словами Романа Гапачило, актора та автора Kolegi Studio, «це буде історія про двох українських військових, Степана та Василя, які отримали надзвичайне завдання від керівника — доставити грамоту. Задля цього вони сідають на український танк і їдуть на Росію».

## Виробництво

### Розробка
17 листопада на прем'єрному показі 7-го сезону гумористичних скетчів «Наші Без Раші» Kolegi Studio оголосили про початок збору коштів на повнометражний фільм. Один знімальний день обійдеться колективу у мільйон гривень. Також стало відомо, що до розробки залучений Ахтем Сеітаблаєв: він виступить продюсером фільму, а самі Kolegi Studio відповідатимуть за сценарій.
Команда запускала збір на Спільнокошті, щоб зняти фільм «Пропала Грамота 2» ще до 24 лютого 2024 року. Але в умовах війни вони перенаправили зібрані кошти на підтримку ЗСУ. 

### Зйомки
Зйомки заплановані на вересень-жовтень 2022 року, за планом творців вони триватимуть 22 дні.

## Реліз
Остаточна дата виходу невідома, проте автори прогнозують реліз на 2023 рік.